# Synaphris franzi
Synaphris franzi is een spinnensoort uit de familie Synaphridae. De soort komt voor op de Canarische Eilanden.